# Ocholissa nigricollis
Ocholissa nigricollis es una especie de coleóptero de la familia Salpingidae.

## Distribución geográfica
Habita en la India.